# Liste der Codices Palatini germanici 400–499

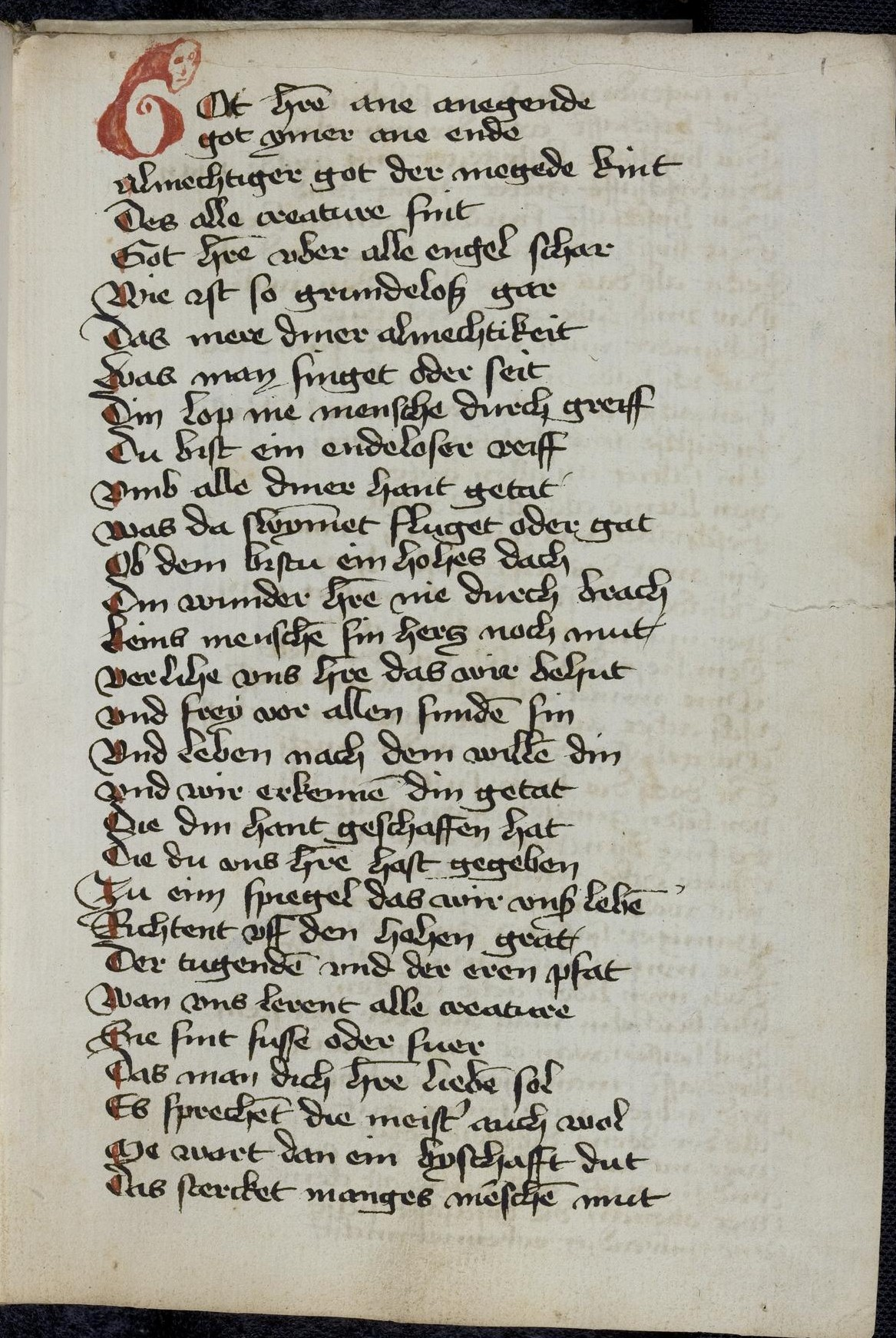
Cod. Pal. germ. 400, Blatt 1r

Diese Liste der Codices Palatini germanici gibt einen Überblick über die Handschriften 400–499 der insgesamt 848 Codices Palatini germanici (Cod. Pal. germ.; Cpg), mit Zusammenstellung der wichtigsten äußeren Daten.
Die Codices Palatini germanici sind die deutschsprachigen Handschriften der Bibliotheca Palatina, die nach wechselvoller Geschichte seit 1816 fast vollständig in der Universitätsbibliothek Heidelberg aufbewahrt werden; 1888 kam der letzte noch fehlende Bestandteil hinzu, der Codex Manesse (Cod. Pal. germ. 848).

## Liste der Handschriften Cod. Pal. germ. 400–499
Die Sprache aller Handschriften ist deutsch, es sei denn, es wäre ausdrücklich anders angegeben. Gleiches gilt für Handschriften mit lateinischen Titeln für deutsche Übersetzungen. Alle Codices sind normalerweise Handschriften, sollten es frühe Druckwerke oder Inkunabeln sein, ist dies angegeben.
Die Spalte ganz links verlinkt Wikipedia-Artikel zu den einzelnen Handschriften; die Spalte ganz rechts verlinkt die Startseiten der jeweiligen Digitalisate der Universitätsbibliothek Heidelberg.
| Cpg-Nr.  | Inhalte | Entstehungsort und -zeit                                        | Material             | Blattzahl              | Maße in cm             | UB-Heidelberg |
| -------- | --- | --------------------------------------------------------------- | -------------------- | ---------------------- | ---------------------- | ------------- |
| Cpg 400  | Ulrich Boner: Der Edelstein | Südwestdeutschland, 1432                                        | Papier               | 122 Blatt              | 20,7 × 14,5            | Digitalisat   |
| Cpg 401  | Heinrich von Neustadt: Von Gottes Zukunft, Visio Philiberti | Südwestdeutschland, Mitte 14. Jh.                               | Pergament            | 73 Blatt               | 23 × 17                | Digitalisat   |
| Cpg 402  | Heidelberger (rheinhessisches) Passionsspiel | Rheinhessen (Mainz?), 1514                                      | Papier               | 171 Blatt              | 26,4 × 19,4            | Digitalisat   |
| Cpg 403  | Heinrich von Veldeke: Eneas | Straßburg, Werkstatt von 1418, 1419                             | Papier               | 260 Blatt              | 28,5 × 21              | Digitalisat   |
| Cpg 404  | Ulrich von dem Türlin: Arabel; Wolfram von Eschenbach: Willehalm; Ulrich von Türheim: Rennewart | Ostfranken (Bamberg?), 2. Viertel 14. Jh.                       | Pergament            | 271 Blatt              | 44,4 × 32              | Digitalisat   |
| Cpg 405  | Lienhart Flexel: Reimspruch auf das Armbrust- und Büchsenschießen in Worms 1575 | Worms (?), um 1575                                              | Papier               | 59 Blatt               | 30,8 × 20,3            | Digitalisat   |
| Cpg 406  | Heinrich Münsinger: Buch von den Falken, Habichten, Sperbern, Pferden und Hunden (Auszug); Iordanus Rufus: Hippiatria (deutsch); Roßarzneien                                                                             | Nordbayern (Neumarkt in der Oberpfalz?), um 1475                | Papier               | 187 Blatt              | 21 × 15,5              | Digitalisat   |
| Cpg 407  | Hieronymus Stöckel, Hans Wurm u. a.: Roßarzneien | Oberpfalz (Amberg), um 1575                                     | Papier               | 162 Blatt              | 20,7–21,2 × 15,6       | Digitalisat   |
| Cpg 408  | Heinrich Münsinger: Buch von den Falken, Habichten, Sperbern, Pferden und Hunden (Auszug); Iordanus Rufus: Hippiatria (deutsch); Roßarzneien                                                                             | Süddeutschland, Ende 15. Jh. / Anfang 16. Jh.                   | Papier               | 170 Blatt              | 19,8 × 15,5            | Digitalisat   |
| Cpg 409  | Gebet- und Andachtsbuch (niederländisch) | Nördliches Brabant (?) / Utrecht (?), um 1535                   | Papier               | 166 Blatt              | 15,2 × 10–10,4         | Digitalisat   |
| Cpg 410  | Gebetbuch | Heidelberg (?), nach 1573                                       | Pergament            | 166 Blatt              | 12,8 × 9               | Digitalisat   |
| Cpg 411  | Katechetische Sammelhandschrift | Bayern, 2. Hälfte 14. Jh.                                       | Pergament            | 94 Blatt               | 20,1 × 15              | Digitalisat   |
| Cpg 412  | Anselmus Cantuariensis: Orationes et Meditationes (deutsch) | Nordbayern, 2. Viertel 15. Jh.                                  | Papier               | 121 Blatt              | 19,5 × 14,7            | Digitalisat   |
| Cpg 413  | Magdalena Heymair: Liederzyklus über die Apostelgeschichte | Regensburg, 1573                                                | Papier               | 97 Blatt               | 19,6 × 15              | Digitalisat   |
| Cpg 414  | Kinderkatechismus für Kurprinz Friedrich (IV.), zweiter Teil | Heidelberg, nach 1586                                           | Papier               | 136 Blatt              | 19,2 × 15,7            | Digitalisat   |
| Cpg 415  | Kinderkatechismus für Kurprinz Friedrich IV., dritter Teil | Heidelberg, nach 1586                                           | Papier               | 113 Blatt              | 18,9 × 15,5            | Digitalisat   |
| Cpg 416  | Johannes Schechsius: Beichtbuch für Kurfürst Ludwig VI. von der Pfalz | Heidelberg, 1580                                                | Papier               | 25 Blatt               | 20,2 × 15,3            | Digitalisat   |
| Cpg 417  | Der Mönch von Heilsbronn; Alemannische Tochter Sion; Alexius C | Bayern, 1390 (?)                                                | Pergament            | 132 Blatt              | 18,5 × 14,2            | Digitalisat   |
| Cpg 418  | Pseudo-Engelhart von Ebrach: Das Buch der Vollkommenheit (Fassung A; unvollständig); Spruchsammlung | Ostfranken/Thüringen, 2./3. Viertel 14. Jh.                     | Papier               | 65 Blatt               | 19,2 × 14,2            | Digitalisat   |
| Cpg 419  | Reformatorische Sammelhandschrift | Ostdeutschland, um 1530                                         | Papier               | 131 Blatt              | 21,5 × 16,5            | Digitalisat   |
| Cpg 420  | Augsburger Bekenntnis | Augsburg, 1530                                                  | Papier               | 52 Blatt               | 20,8 × 15,5            | Digitalisat   |
| Cpg 421  | Magdalena Heymair: Liederzyklus über die Sonntagsepisteln | Cham (?), 1566                                                  | Papier               | 137 Blatt              | 20,5 × 15,4            | Digitalisat   |
| Cpg 422  | Streitschrift gegen Tilemann Heshusen | Heidelberg (?), um 1588                                         | Papier               | 41 Blatt               | 20 × 14,9              | Digitalisat   |
| Cpg 423  | Martin Luther: Schmalkaldische Artikel | Wittenberg, 1536                                                | Papier               | 27 Blatt               | 21,8 × 15,8            | Digitalisat   |
| Cpg 424  | Michael Breitschwert: Katechismuspredigten zum Kinderunterricht u. a. | Allendorf (Lumda), 1562                                         | Papier               | 324 Blatt              | 20,6 × 15,5            | Digitalisat   |
| Cpg 425  | Psalter mit Cantica und Allerheiligenlitanei (deutsch) | Bayern, 2. Viertel 15. Jh.                                      | Papier               | 134 Blatt              | 19,3 × 12,7            | Digitalisat   |
| Cpg 426  | Magdalena Heymair: Liederzyklus über die Sonntagsepisteln | Cham (?), 1566                                                  | Papier               | 136 Blatt              | 20,5 × 15,3            | Digitalisat   |
| Cpg 427  | Auslegung der Hymnen | Südwestdeutschland, um 1465                                     | Papier               | 96 Blatt               | 20,2 × 13,8            | Digitalisat   |
| Cpg 428  | Deutsches Brevier für Gründonnerstag und das Ostertriduum | Elsaß (Straßburg?), 1498                                        | Papier               | 96 Blatt               | 20,4 × 15,2            | Digitalisat   |
| Cpg 429  | Augsburger Bekenntnis | Augsburg, 1564                                                  | Papier               | 116 Blatt              | 15 × 10,6              | Digitalisat   |
| Cpg 430  | Hans Lecküchner: Kunst des Messerfechtens | Nordbayern (Nürnberg?), um 1478                                 | Papier               | 126 Blatt              | 21,6 × 16              | Digitalisat   |
| Cpg 431  | Juan Luis Vives: Excitationes animi ad deum (deutsch) | Bayern, um 1550                                                 | Papier               | 147 Blatt              | 31 × 21,1              | Digitalisat   |
| Cpg 432  | Spiegel menschlicher gesuntheit | Mittelrhein, 1420–1430                                          | Pergament            | 59 Blatt               | 33,2–33,7 × 26         | Digitalisat   |
| Cpg 433  | Otto von Passau: Die 24 Alten | westliches Bodenseegebiet (Konstanz?), um 1460                  | Papier               | 155 Blatt              | 28,5 × 20,2            | Digitalisat   |
| Cpg 434  | Alchemistische Traktate und Rezepte (2 Faszikel) | (1.) Sachsen, nach 1580/vor 1586 (2.) Heidelberg (?), nach 1612 | Papier               | 121 Blatt              | 21,5 × 16,5–17         | Digitalisat   |
| Cpg 435  | Sammelhandschrift mit reformatorischen Schriften und Predigten (5 Faszikel) | (1. und 3.–5.) Weimar, nach 1550 (2.) Heidelberg, nach 1587     | Papier               | 228 Blatt              | 32 × 21                | Digitalisat   |
| Cpg 436  | (1.) Johannes von Neumarkt, Übersetzung des Eusebiusbriefs (Auszug, deutsch); (2.) Pseudo-Aurelius Augustinus: Meditationes (deutsch, unvollständig) u. a.                                                               | (1.) Ostdeutschland, um 1415 (2.) Schwaben, um 1545             | Papier               | 110 Blatt              | 30 × 21                | Digitalisat   |
| Cpg 437  | Bekenntnisschrift eines lutherischen Theologen zum Abendmahl | Schwaben, um 1565                                               | Papier               | 70 Blatt               | 28,9 × 21              | Digitalisat   |
| Cpg 438  | Heidelberger Bilderkatechismus (Handschrift); Biblia pauperum (Blockbuch); Totentanz (Blockbuch) u. a. Blockbücher | Ostmitteldeutschland, um 1455/1458                              | Papier               | 178 Blatt              | 27 × 20                | Digitalisat   |
| Cpg 439  | Martin von Amberg: Gewissenspiegel; Alemannische Vitaspatrum (Exempelsammlung); Franz von Assisi: Expositio in Pater noster (deutsch); u. a.                                                                             | Nordbayern, Ende 14. Jh.                                        | Papier               | 126 Blatt              | 13,4 × 10,1            | Digitalisat   |
| Cpg 440  | Tagzeiten vom Leiden Christi und Tagzeiten Mariä | Frankental (Pfalz), 1501                                        | Pergament            | 240 Blatt              | 13,9 × 9,8             | Digitalisat   |
| Cpg 441  | Gebetbuch | Heidelberg (?), nach 1580                                       | Papier               | 124 Blatt              | 15 × 9,8               | Digitalisat   |
| Cpg 442  | Gebetbuch | Süddeutschland, 4. Viertel 16. Jh.                              | Pergament            | 92 Blatt               | 14,8 × 9,5             | Digitalisat   |
| Cpg 443  | Gebete, zum Teil aus dem Seelengärtlein (Hortulus animæ, deutsch) | Hessen (?) / Thüringen (?), 4. Viertel 16. Jh.                  | Pergament            | 150 Blatt              | 15–15,2 × 10           | Digitalisat   |
| Cpg 444  | Gebetbuch der Herzogin Elisabeth von Sachsen-Coburg-Eisenach | Gotha / Heidelberg (?), 1566 – um 1580                          | Papier               | 583 Blatt              | 14,8 × 9,6             | Digitalisat   |
| Cpg 445  | Fragstücke zu den Katechismuspredigten des Andreas Osiander (des Älteren) | Südwestdeutschland, 1579                                        | Papier               | 66 Blatt               | 15,6 × 10              | Digitalisat   |
| Cpg 446  | Heinrich Seuse: Büchlein der ewigen Weisheit mit Die 100 Betrachtungen | Schwaben (Weinsberg?), 2. Viertel 14. Jh.                       | Pergament            | 110 Blatt              | 17–17,4 × 13,5         | Digitalisat   |
| Cpg 447  | Gebete, zum Teil aus dem Seelengärtlein (Hortulus animæ, deutsch) | Nürnberg, um 1520                                               | Pergament            | 70 Blatt               | 16,2–16,4 × 12         | Digitalisat   |
| Cpg 448  | Dietrich von Apolda: Vita S. Elisabeth (deutsch) | Amberg (?), 4. Viertel 14. Jh                                   | Pergament            | 64 Blatt               | 19,3–19,5 × 15         | Digitalisat   |
| Cpg 449  | Gebetbuch | Heidelberg (?), 3. Viertel 16. Jh.                              | Pergament            | 356 Blatt              | 14,3 × 10,2            | Digitalisat   |
| Cpg 450  | Abraham Schröter: Von dem Philosophischen Stein | Erfurt, 1573                                                    | Papier               | 81 Blatt               | 16 × 9,5               | Digitalisat   |
| Cpg 451  | Sammelhandschrift mit Übersetzungen griechischer und lateinischer Klassiker (Pseudo-Isokrates, Cicero, Pseudo-Aristoteles, Lukian u. a.)                                                                                 | Heidelberg (?), kurz nach 1500                                  | Papier               | 238 Blatt              | 20,2 × 14              | Digitalisat   |
| Cpg 452  | Marsilio Ficino: De triplici vita (deutsch) | Kurpfalz (Heidelberg?), Anfang 16. Jh.                          | Pergament            | 38 Blatt               | 21,4 × 16,2            | Digitalisat   |
| Cpg 453  | Pseudo-Aurelius Augustinus: Regularis informatio (deutsch); Constitutiones für ein Dominikanerinnenkloster (deutsch) | Nordbayern, um 1490                                             | Papier               | 110 Blatt              | 9,7 × 7,1              | Digitalisat   |
| Cpg 454  | Erhard Lector: Verzeichnis von Büchern zur Jagd des Dr. Heinrich Wolf zu Nürnberg | Nürnberg, 1576                                                  | Papier               | 36 Blatt               | 15,2 × 10,3            | Digitalisat   |
| Cpg 455  | Hadamar von Laber: Die Jagd (Fragment); Die Minneburg (Fragment) | Entstehungsort                                                  | Pergament            | 203 Blatt              | 15,3 × 11,4            | Digitalisat   |
| Cpg 456  | Thomas Kybbett: The teares of time (englisch) | Heidelberg (?), 1612/1613                                       | Papier               | 15 Blatt (Reste)       | noch 19 × 13           | Digitalisat   |
| Cpg 457  | Gebetbuch von Jakob Faber für Kurfürst August von Sachsen | Leipzig, 1556                                                   | Pergament            | 24 Blatt               | 16,3 × 10,9            | Digitalisat   |
| Cpg 458  | Gebetbuch | Kaiserslautern (?) / Heidelberg (?), 3. Viertel 16. Jh.         | Papier               | 305 Blatt              | 15,5 × 10,4            | Digitalisat   |
| Cpg 459  | Urkundensammlung (Formelbuch) | Speyer (?), um 1550                                             | Papier               | 92 Blatt               | 20,4 × 15,2            | Digitalisat   |
| Cpg 460  | Urkundensammlung (Formelbuch) | Speyer, 1543–1545                                               | Papier               | 144 Blatt              | 20,3 × 15,3            | Digitalisat   |
| Cpg 461  | Iglauer Bergrecht; Sächsisches Weichbildrecht; Mainzer Reichslandfriede von 1235 (deutsch); Eike von Repgow: Sachsenspiegel (Auszüge aus dem Landrecht); Schwabenspiegel (Auszüge aus dem Landrecht); Iglauer Stadtrecht | Böhmen (?), 1504                                                | Papier               | 156 Blatt              | 20,8 × 15,2            | Digitalisat   |
| Cpg 462  | Felix Hämmerli: Contra validos mendicantes (deutsch) | mittlerer Neckarraum (Esslingen (?) / Stuttgart (?)), um 1465   | Papier               | 62 Blatt               | 20,3 × 14              | Digitalisat   |
| Cpg 463  | Jacobus de Cessolis: Liber de ludo scaccorum (deutsch – Schachzabelbuch) | Oberschwaben, 1463                                              | Papier               | 82 Blatt               | 20,9 × 15,1            | Digitalisat   |
| Cpg 464  | Formulare der kursächsischen Kanzlei | Sachsen (Torgau?), um 1525 (Nachträge bis 1543/1544)            | Papier               | 154 Blatt              | 20,1 × 15,2            | Digitalisat   |
| Cpg 465  | Alchemistische Sammelhandschrift | Amberg (?), 1573                                                | Papier               | 96 Blatt               | 19,6 × 15,6            | Digitalisat   |
| Cpg 466  | Antonius von Pforr: Buch der Beispiele der alten Weisen | Oberschwaben, um 1475                                           | Papier               | 305 Blatt              | 27,7 × 20,4            | Digitalisat   |
| Cpg 467  | Alchemistische Sammelhandschrift | Neuburg/Donau, um 1550                                          | Papier               | 487 Blatt              | 30,5 × 20,6            | Digitalisat   |
| Cpg 468  | Jesus Sirach (Ecclesiasticus) (deutsch, mit Interlinear- und Marginalglosse) | Frankenthal (Pfalz), 1502                                       | Papier               | 121 Blatt              | 29 × 21,1              | Digitalisat   |
| Cpg 469  | Cicero: Cato maior de senectute (deutsch); Filippo Beroaldo: De tribus fratribus (deutsch, Auszüge) | Heidelberg (?), kurz nach 1500                                  | Papier               | 105 Blatt              | 19,9 × 14,1            | Digitalisat   |
| Cpg 470  | Eike von Repgow: Sachsenspiegel (Lehnrecht); Schwabenspiegel (Lehnrecht) | Herzogtum Braunschweig-Lüneburg, Anfang 14. Jh.                 | Pergament            | 72 Blatt               | 37,2 × 27,8            | Digitalisat   |
| Cpg 471  | (1.) Hugo von Trimberg: Der Renner (Bearbeitung: Johannes Vorster); (2.) Johannes Vorster: Tafel der christlichen Weisheit                                                                                               | (1.) Nürnberg, 1425–1431 (2.) zwischen 1439 und 1444            | Pergament und Papier | 84 Blatt               | 40,8 × 28,2            | Digitalisat   |
| Cpg 472  | geistliche Texte: Pseudo-Albertus Magnus; Mönch von Heilsbronn; Heinrich von St. Gallen u. a. | Südbayern, um 1450                                              | Papier               | 208 Blatt              | 28,3 × 20,4            | Digitalisat   |
| Cpg 473  | Filippo Beroaldo: Declamatio de tribus fratribus (deutsch) | Heidelberg (?), kurz nach 1500                                  | Papier               | 69 Blatt               | 20,3 × 14,7            | Digitalisat   |
| Cpg 474  | geistliche Texte: Heinrich Seuse; Rulman Merswin; Marquard von Lindau u. a. | Schwaben, 1435                                                  | Papier               | 212 Blatt              | 20,4 × 14,8            | Digitalisat   |
| Cpg 475  | Jakob Twinger von Königshofen: Croniken (deutsch), mit Konstanzer Zusätzen, u. a. | Konstanz (?), um 1430                                           | Papier               | 186 Blatt              | 30 × 21,4              | Digitalisat   |
| Cpg 476  | Paracelsus (Schriften) | Neuburg/Donau, vor 1585                                         | Papier               | 374 Blatt              | 29,6 × 20              | Digitalisat   |
| Cpg 477  | Jacobus de Teramo: Belial (deutsch) | Südwestdeutschland, 1443                                        | Papier               | 98 Blatt               | 25,9 × 19,2            | Digitalisat   |
| Cpg 478  | Johannes Hartlieb: Buch aller verbotenen Kunst | Augsburg, um 1465                                               | Papier               | 82 Blatt               | 20,8–20,9 × 15,4       | Digitalisat   |
| Cpg 479  | Pseudo-Albertus Magnus: Paradisus animæ (Von wahren Tugenden, deutsch); Petroltraktat | Schwaben (Augsburg ?), 1471                                     | Papier               | 130 Blatt              | 21,3 × 14,9            | Digitalisat   |
| Cpg 480  | Johannes Hartlieb: Übersetzung der Bücher Trotula und Secreta mulierum u. a. | Bayern (?), 1570                                                | Papier               | 208 Blatt              | 24,3 × 18,9            | Digitalisat   |
| Cpg 481  | Bibliographie für Pfalzgraf Ottheinrich von Pfalz-Neuburg | Heidelberg (?), 1546                                            | Papier               | 361 Blatt              | 31 × 20,6              | Digitalisat   |
| Cpg 482  | Cicero: Tusculanae disputationes (deutsch: Johannes Reuchlin) | Stuttgart, 1501                                                 | Pergament und Papier | 104 Blatt              | 23 × 18,5              | Digitalisat   |
| Cpg 483  | Hieronymus-Briefe | Bayern, 1389                                                    | Pergament            | 159 Blatt              | 18,8 × 14              | Digitalisat   |
| Cpg 484  | Alain Chartier: Traité de l’espérance ou consolation des trois vertus (französisch) | Frankreich (?), um 1455–1460                                    | Papier               | 124 Blatt              | 20,1 × 14,7            | Digitalisat   |
| Cpg 485  | Kochbücher; Roßarzneien; Rezeptsammlungen | Heidelberg(?) / Kaiserslautern (?), um 1580                     | Papier               | 221 Blatt              | 31 × 20,8              | Digitalisat   |
| Cpg 486  | Oberpfälzisches Lehenbuch 1559–1574 | Oberpfalz (Amberg?), um 1570–1574                               | Papier               | 146 Blatt              | 32,8 × 21,7            | Digitalisat   |
| Cpg 487  | Ælius Donatus: De octo partibus orationis ars minor (lateinisch und deutsch) | Entstehungsort                                                  | Papier               | 68 Blatt               | 21,1 × 15,2            | Digitalisat   |
| Cpg 488  | Johannes Hartlieb: Übersetzung der Bücher Trotula und Secreta mulierum u. a. | Amberg, nach 1570                                               | Papier               | 243 Blatt              | 20 × 15,3              | Digitalisat   |
| Cpg 489  | Farb- und Tintenrezepte | Amberg, 1563                                                    | Papier               | 282 Blatt              | 15 × 10                | Digitalisat   |
| Cpg 490  | Rezeptsammlungen (in 2 Bänden) | Bayern, 1516                                                    | Papier               | 18 Blatt 16 Blatt      | 14,7 × 9,9 15,5 × 10,3 | Digitalisat   |
| Cpg 491  | Urkundensammlung (Formelbuch u. a.) | Speyer (?), um 1530 (Nachträge bis um 1550)                     | Papier               | 513 Blatt              | 21,1 × 16,2            | Digitalisat   |
| Cpg 491a | Fragmente aus Cod. Pal. germ. 491 – 494 | verschiedene Orte, 10. – 16. Jh. (vorläufige Datierung)         |                      | 40 Fragmente           |                        | Digitalisat   |
| Cpg 492  | Urkundensammlung (Formelbuch), teilweise Drucke | Speyer (?), um 1530 (Nachtr. bis um 1543)                       | Papier               | 606 Blatt (an Drucken) | 21,4 × 16              | Digitalisat   |
| Cpg 493  | Urkundensammlung (Formelbuch), teilweise Drucke | Speyer (?), um 1530 (Nachträge bis um 1546)                     | Papier               | 503 Blatt (an Drucken) | 20,5 × 16,1            | Digitalisat   |
| Cpg 494  | Urkundensammlung (Formelbuch), teilweise Drucke | Speyer (?), um 1530 (Nachtr. bis 1542)                          | Papier               | 112 Blatt (an Drucken) | 20,5 × 15,9            | Digitalisat   |
| Cpg 495  | Michael Breitschwert: Auslegung der Psalmen (Psalm 86–104, „Fünfter Brotkorb“) | Heidelberg (?), um 1565                                         | Papier               | 339 Blatt              | 20,8–21,8 × 15–15,8    | Digitalisat   |
| Cpg 496  | Sammelhandschrift zur Behandlung von Beizvogelkrankheiten | Südwestdeutschland, um 1530                                     | Papier               | 48 Blatt               | 21,8 × 15,3            | Digitalisat   |
| Cpg 497  | Register zu medizinischen Rezeptsammlungen | Amberg (?), um 1570                                             | Papier               | 94 Blatt               | 20,8 × 15,6            | Digitalisat   |
| Cpg 498  | Sammlung geomantischer und astrologischer Texte | Bayern (Regensburg?), um 1470                                   | Papier               | 194 Blatt              | 20,2 × 15,5            | Digitalisat   |
| Cpg 499  | Sammlung geomantischer und astrologischer Texte, Prognostiken | südliches Oberrheingebiet, 1545–1550                            | Papier               | 96 Blatt               | 21,6 × 15,4            | Digitalisat   |